# Màrtirs del Canadà
Els Màrtirs del Canadà o Màrtirs d'Amèrica del Nord o de Nova França, foren vuit missioners francesos de la Companyia de Jesús, que fundaren a l'actual Canadà la missió de Santa Maria del País dels Hurons. Des d'ella van evangelitzar els hurons de la regió més oriental del Canadà i part de l'actual estat de Nova York, als Estats Units. Foren ben acceptats pels hurons i van aconseguir un nombre considerable de conversions. Durant les guerres entre els hurons contra els iroquesos, foren fet presoners per aquests, que eren contraris als missioners cristians, i morts en diferents llocs i moments.
Els màrtirs foren (entre parèntesis, la data de la mort):
- Jean de Brébeuf (16 de març de 1649),
- Noël Chabanel (8 de desembre de 1649),
- Antoine Daniel (4 de juliol de 1648),
- Charles Garnier (7 de desembre de 1649),
- René Goupil (29 de setembre de 1642),
- Isaac Jogues (18 d'octubre de 1646),
- Jean de La Lande (18 d'octubre de 1646),
- Gabriel Lalemant (17 de març de 1649).

Els jesuïtes havien convertit molts hurons, però no eren ben considerats per tots: altres hurons pensaven que eren shamans dolents que durien la mort i la malaltia al seu poble. L'arribada dels jesuïtes va coincidir amb les epidèmies de 1634, de verola i altres malalties, a les quals els nadius no eren immunes, i que havien portat els immigrants europeus.
Els iroquesos van atacar els jesuïtes perquè els consideraven aliats dels hurons i, per tant, els seus enemics. De fet, els jesuïtes havien ajudat els hurons a organitzar la defensa de la invasió iroquesa.

## Veneració
Les restes dels preveres foren recollides i venerades com les de màrtirs. Pius XI els beatificà conjuntament a Roma el 21 de juny de 1925, i els canonitzà poc després, el 29 de juny de 1930. Avui, són els sants patrons del Canadà.
La festivitat litúrgica conjunta és el 19 d'octubre. A més, separadament, cadascú té una festivitat el dia de la seva mort.
Com que alguns d'ells van morir en territori avui dels Estats Units, són també coneguts com a Mârtirs Nord-americans.